# James Allason
James Harry Allason OBE (* 6. September 1912; † 16. Juni 2011) war ein britischer Politiker der Conservative Party, Sportler und ehemaliger Militärstratege, der mit Louis Mountbatten und Winston Churchill arbeitete. Er war das älteste lebende ehemalige Mitglied des House of Commons.

## Leben und Karriere

### Militärische Karriere
Der Sohn von Brigadier-General Walter Allason besuchte das Haileybury and Imperial Service College und die Royal Military Academy Woolwich. Er diente als Offizier in der British Army 24 Jahre lang, von 1930 bis 1954, inklusive Indien, Ceylon und Burma und stieg bis in den Rang eines Lieutenant-Colonel auf. 1932 trat er in die Royal Artillery ein. 1937 wurde er zu den 3rd Carabiniers versetzt.
Als begabter Mathematiker beschäftigte er sich mit dem Problem der Verwendung von magnetischen Kompassen mit Tanks, der Allason Sun compass wurde für den Gebrauch auf asiatischen Kriegsschauplätzen verwendet.
Allason arbeitete mit dem Supreme Allied Commander Louis Mountbatten als Planungsstab-Offizier im South East Asia Command und wurde während des Burmafeldzugs verwundet, als er Panzertruppen kommandierte. Später wurde er ausgezeichnet. Er übte anschließend eine ähnliche Aufgabe als Senior Militärplaner beim War Office in London aus, beantwortete Anfragen von Winston Churchill und gab Briefings in den Cabinet War Rooms. Seine letzte Planungsaufgabe war die Beratung zur Logistik beim Rückzug aus Palästina. Von 1950 bis 1954 diente er im War Office als Verantwortlicher für die Disziplin in der Armee.

## Politische Karriere
Nach dem Verlassen der Armee arbeitete Allason als Versicherungsmakler bei Lloyd’s of London. 1956 wurde er zum Councillor des Kensington Borough Council gewählt.
Allason trat bei der Unterhauswahl 1955 für den Wahlkreis Hackney Central an.
Er war Abgeordneter für den Wahlkreis Hemel Hempstead von 1959 bis 1974, als er nach Änderungen beim Zuschnitt der Wahlkreise knapp seinen Sitz bei der Unterhauswahl Oktober 1974 gegen den Labour-Politiker Robin Corbett verlor.
In der Regierung war er für sein Wissen nicht nur über Verteidigung, sondern auch zum Thema Pensionen geschätzt. Als Parliamentary Secretary beim Kriegsminister hatte er als Vertrauter Kenntnisse über die Profumo-Affäre. Als diese bekannt wurde, wartete er mit der Veröffentlichung seiner Kenntnisse bis nach dem Tod von Profumo im März 2006.
Als die Tories in der Opposition waren, war Allason Sprecher für Wohnungsbau für sechs Jahre und wird als Urheber für die Entwicklung der Politik gesehen, Mietern von öffentlich angemieteten Gebäuden zu ermöglichen, ihre eigenen Einkommen zu berücksichtigen. Dies wurde von Margaret Thatcher aufgegriffen und von nachfolgenden konservativen Regierungen übernommen, was zu Wahlerfolgen beitrug.
Nach dem Verlassen des Parlaments behielt er Einfluss auf die Umweltpolitik von Positionen in der Exekutive der Town and Country Planning Association und dem Transport Committee des Environment Council.
Nach dem Tod von Patrick Maitland, 17. Earl of Lauderdale im Dezember 2008 und Bert Hazell im Januar 2009 wurde Allason der älteste britische noch lebende frühere Abgeordnete.

## Familie und Privatleben
Als Sportler fuhr er Autorennen mit Bentley-Fahrzeugen in Brooklands, spielte Polo mit Maharadschas in Indien, fuhr Ski und segelte in internationalen Konkurrenzen und repräsentierte das House of Commons in fünf Sportarten. Er fuhr bis zum 87. Lebensjahr Ski und spielte nach wie vor Contract Bridge. Er besucht Opernaufführungen, über die er auch schrieb.
Er heiratete 1946 Nuala McAreavey aus Dublin, mit der er zwei Söhne hat, von denen einer, der Historiker Rupert Allason ihm als Abgeordneter des Wahlkreises Torbay ins Parlament folgte. Die Ehe wurde 1974 geschieden.

## Veröffentlichungen
- Ringside Seat: The Political and Wartime Memoirs of James Allason, Timewell Press, 2007, ISBN 978-1857252231